# イザミと東京03
『イザミと東京03』（イザミととうきょうゼロサン）は、2022年9月10日から10月1日まで、日本テレビ（関東ローカル）で毎週土曜日の14時30分 - 15時00分に放送されたコント仕立てのテレビドラマ。東京03の冠番組。
第3話放送前の同年9月22日20時より、作中に登場するバーチャルYouTuber・恋神イザミによる配信ライブが同局の公式YouTubeチャンネルにて実施された。
第4話（最終話）放送終了後に、スピンオフオリジナルコント2本が定額動画配信サービス「Hulu」にて配信された。

## 概要
2021年に放送された東京03初の冠コント番組『東京03とスタア』の第2弾。
前回は単発コント＋ミニコーナーの構成だったが、本作では4話連続のコントドラマとなる。前回から引き続き、企画・演出は橋本和明、佐久間宣行が、脚本はオークラが続投する。

## あらすじ
元テレビディレクターのYouTuber・飯塚のもとに、元同僚の放送作家・豊本、テレビプロデューサー・角田が集まる。角田は飯塚と豊本に同伴した元人気VTuberの姪っ子・綾音のVTube配信番組をプロデュースする一獲千金の儲け話を持ち掛ける。

## キャスト

### 主要人物
飯塚
演 - 飯塚悟志（東京03）
元テレビディレクターのYouTuber。
趣味の釣りグッズを紹介する「飯塚チャンネル」を開設するも登録者数20人で、収益化できず貯金を切り崩し、現在家計が火の車。
イザミとVTubeでトークを繰り広げる「神の声」を務める。
豊本
演 - 豊本明長（東京03）
放送作家。飯塚の元同僚。
自分のセンスを押し付けていたことを年下のプロデューサーたちから煙たがられ、焦って太鼓持ちキャラにキャラ変するが、それもダサいと思われ、仕事にあぶれている。
角田
演 - 角田晃広（東京03）
テレビプロデューサー。飯塚の元同僚。
元人気VTuberの姪っ子・綾音のVTube配信番組をプロデュースして一攫千金を狙う儲け話を飯塚と豊本に持ち掛ける。
佐倉綾音 / 恋神イザミ
演 - 佐倉綾音
元人気VTuber。角田の姪っ子。恋神イザミの中の人。
超問題児で人気絶頂期に登録者数100万人のVTuber・伊邪那ミコト（イザナ ミコト）をクビになり、演じていたキャラを奪われる。業界のしきたりで、他のVTuberに転生（キャラの乗り換え）する際は、伊邪那ミコトだったことを明かしてはいけない。

### ゲスト

#### 第2話
高杉
演 - 高杉真宙
角田の会社の後輩。VTuber好き。

#### 第3話
ミキ
演 - 水野美紀
角田の友人であるサプライズ好きの女優。タイムリープの経験者。
刑事
演 - 上田航平（ゾフィー）
銀行強盗との銃撃戦中に、飯塚の部屋になだれ込んで来た刑事。

#### 第4話
義徳
演 - 岡田義徳
綾音の兄。角田の甥っ子。元半グレの不良。綾音が誰かに無理やりVTuberをやらされていると勘違いしている。

## スタッフ
- 企画・演出 - 佐久間宣行、橋本和明
- 脚本 - オークラ、蓮見翔（ダウ90000）[8]、上田誠（ヨーロッパ企画）[7]、左子光晴[7]
- シリーズ構成 - オークラ
- TM - 望月達史
- SW - 蔦佳樹
- CAM - 水梨潤
- AUD - 宮内貞
- VE - 向山江梨佳
- 照明 - 名取孝昌
- 美術プロデューサー - 葛西剛太
- デザイン - 熊崎真知子、山本莉子、佐藤香穂里
- 大道具 - 米田尚弘
- 小道具 - 佐々木洋平、奈須川欽市
- 電飾 - 黒沢裕之
- メイク - 奥松かつら
- 編集 - 木村有宏
- MA - 櫻井伸二
- 音効 - 中村由紀
- 技術協力 - NiTRO、PLT WORK
- 美術協力 - 日テレアート
- CG - 森三平
- TK - 山沢啓子
- デスク - 富重裕子
- 宣伝 - 矢澤真
- 制作進行 - 濱本理子
- FM - 廣瀬隆太郎
- ディレクター - 竹内遥香
- チーフディレクター - 田中雄大、池山喜勇
- コンテンツプロデューサー - 鈴木努、大東徹也
- プロデューサー - 横澤俊之、渡辺紘子
- チーフプロデューサー - 新井秀和
- 制作協力 - Neko Note、テレバイダー
- 製作著作 - 日本テレビ

## 放送日程
| 話数  | 放送日  | サブタイトル     | 脚本            |
| ----- | ------- | ---------------- | --------------- |
| 第1話 | 9月10日 | イザミ爆誕       | オークラ        |
| 第2話 | 9月17日 | 恋は次元を超えて | 蓮見翔          |
| 第3話 | 9月24日 | 盾がかける少女   | 上田誠 左子光晴 |
| 第4話 | 10月1日 | さよならイザミ   | オークラ        |

## スピンオフドラマ
本編第4話（最終話）終了後に、スピンオフのスペシャルコンテンツが動画配信サービス「Hulu」にて独占配信された。
本編終了後の主要人物4人の「その後」を描くショートストーリー2話で、地上波放送のコントドラマとは違い、4人の掛け合いが音声メインで展開される。
| 配信日  | サブタイトル                         | 脚本     |
| ------- | ------------------------------------ | -------- |
| 10月1日 | イザミがやめる!?恋神イザミのキャラ変 | オークラ |